# 2025年香港通用郵票
2025年香港通用郵票（英語：2025 Hong Kong Definitive Stamps）是香港郵政於主權移交後發行的第五套通用郵票，於2025年3月18日發行。
這套郵票以「香港地標」為主題，共有16種不同的面額，透過一套十六枚的郵票介紹香港著名地標，展示香港作為國際金融樞紐和中外文化藝術交流中心具有的獨特性和吸引力。郵票呈現香港迷人的景觀，並描繪香港的保育成就及重要的基礎設施發展。
因應通脹及郵費調整，此為第一套發行介乎5元至10元之面額的通用郵票。

2025年香港通用郵票

## 样式表
| 面額（港元） | 郵票使用的圖案          |
| ------------ | ----------------------- |
| 低面額       |                         |
| 0.1元        | 中區警署建築群—大館     |
| 0.2元        | 舊大澳警署—大澳文物酒店 |
| 0.5元        | 荔枝窩                  |
| 1元          | 中銀大廈                |
| 2元          | 藍屋建築群—WE嘩藍屋     |
| 2.2元        | 維多利亞港              |
| 2.8元        | 港珠澳大橋              |
| 3.7元        | 香港故宮文化博物館      |
| 4元          | 香港科學園              |
| 5元          | M+                      |
| 5.4元        | 香港國際機場            |
| 5.5元        | 香港會議展覽中心        |
| 高面額       |                         |
| 10元         | 國際金融中心            |
| 15.5元       | 天壇大佛                |
| 20元         | 香港藝術館              |
| 50元         | 香港文化中心            |